# Molophilus (Molophilus) albireo
Molophilus (Molophilus) albireo is een tweevleugelige uit de familie steltmuggen (Limoniidae). De soort komt voor in het Palearctisch gebied.